# Jurkiwka (stacja kolejowa)
Jurkiwka (ukr. Юрківка) – stacja kolejowa w miejscowości Jurkiwka, w rejonie tulczyńskim, w obwodzie winnickim, na Ukrainie. Położona jest na linii Żmerynka – Odessa.

## Historia
Stacja powstała w XIX w. na kolei odesko-kijowskiej, pomiędzy stacjami Żurawlówka i Rachny.